# 霜震
霜震（學名），亦作冰震、凍結地震或地震霜，是一種在氣溫急劇下降下所出現的自然現象，起因於被水分飽和的泥土或岩石。由於當中的水分被快速冷凍至冰點時膨脹，對周邊環境產生應力，從而把泥土或岩石撐開引起衝擊波。
原來霜震只發生在凍土、冰河或北極圈附近一些含大量地表水的泥土，但隨着地球各地的氣候變得極端，就連比較南部的一些大城市，例如加拿大的多倫多及南安大略省的氣溫從2013年聖誕左右的零下十多度跌至2014年元旦後的零下廿多三十度，亦引發這種自然現象。
霜震令居民聽到類似燒槍或音爆的巨響。